# サシ・ブカ
サシ・ブカ（モンゴル語: Sasi buqa, ? - ?）は、チンギス・カンの息子ジョチの子孫で、オルダ・ウルスの第7代当主。ペルシア語による表記はساسی بوقا(sāsī būqā)。
一般的にはジョチの長男オルダの末裔とされるが、ジョチの七男ボアルの末裔またはジョチの13男トカ・テムルの末裔であるとする説もある。

## 概要
14世紀初頭、オルダ・ウルスでは王族のクペレクが当主のバヤンに対して叛乱を起こし、クペレクが中央アジアのカイドゥ・ウルスの協力を得たことでバヤンはオルダ・ウルスを逐われるという事件が行った。バヤンは西方バトゥ・ウルス君主（＝ジョチ・ウルス全体のハン）のトクタに協力を要請し、また東方の大元ウルスと軍事同盟を結ぶことでクペレクを打倒したが、この戦乱を通じて弱体化したオルダ・ウルスはバトゥ・ウルスに隷属せざるを得なくなった。そして、独立性を失ったバヤン以後のオルダ・ウルスは同時代の史料（『集史』等）に全く言及されなくなる。
バヤン以後のオルダ・ウルスについて始めて詳細に言及するのはティムール朝期に編纂された『ムイーン史選』で、同書によると「ノガイの息子サシ・ブカ」なる人物がジョチ・ウルスのウズベク・ハン（在位：1313年 - 1342年）と同時代にオルダ・ウルスを治めていたと記される。『ムイーン史選』ではサシ・ブカが「決してトグリル・ハンとウズベク・ハンへの奉仕の道に背かなかった」と記されるが、これはバヤンの時代から引き続いてオルダ・ウルスがバトゥ・ウルスに隷属する状態にあったことを指すものと理解されている。サシ・ブカの後には息子のエレゼンが「ウズベクの命によって」父の地位を継承したとされる。

## 出自
前述したように、サシ・ブカの事蹟について言及するのは事実上『ムイーン史選』のため、サシ・ブカの出自については不明な点が多い。

### ボアル家説
唯一サシ・ブカの事蹟を語る『ムイーン史選』は、上述のように「ノガイの息子サシ・ブカ」と記述する。この「ノガイ」は「ジョチの7男ボアルの息子タタルの息子」とされ、13世紀後半のジョチ・ウルスで右翼の最有力者として活躍した人物に他ならない。ドニエプル川〜ドナウ川一帯の西方右翼ウルスを根拠地とするノガイの息子が唐突に東方左翼ウルス（＝オルダ・ウルス）の当主になったというのは不自然に他ならず、あらゆる研究者は一致して「サシ・ブカはボアル-ノガイ家の出身である」という説を事実と見なしていない。
『ムイーン史選』の記述に基づいて系譜を作ると、以下のようになる。
- ジョチ(Jöči ＞朮赤/zhúchì,جوچى خان/jūchī khān)
  - ボアル(Bo’al ＞بوول/būāl)
    - タタル(Tatar ＞تاتار/tātār)
      - ノガイ(Noγai ＞نوقاى/nūqāy)
        - サシ・ブカ(Sasi buqa ＞ساسی بوقا/sāsī būqā)
          - エレゼン(Erezen ＞یرزن/īrazan)

### オルダ家説
多くの研究者が上記のように「ノガイの息子サシ・ブカ」という系譜を疑わしいとする一方で、定説として支持されているのが「サシ・ブカ＝オルダ家出身説」である。ジョチ・ウルス史研究の最重要史料たる『集史』「ジョチ・ハン紀」第一部には、前述のオルダ家のバヤンの條に「このバヤンには四人の息子がある。この順である。……グヌルン・ハトゥンから生まれたサシ・ブカ（sāsī būqā）」と記されている。多くの研究者はバヤンがオルダ・ウルス君主であった事を踏まえてこの「バヤンの子サシ・ブカ」と『ムイーン史選』の伝える「ノガイの息子サシ・ブカ」を同一人物と見て、サシ・ブカがバヤンの後継者であったと推測する。
この説に基づいて系譜を作ると、以下のようになる。
- ジョチ(Jöči ＞朮赤/zhúchì,جوچى خان/jūchī khān)
  - オルダ(Orda ＞斡魯朶/wòlǔduǒ,اورده/ūrda)
    - サルタクタイ(Sartaqtai ＞سرتاقتای/sartāqtāī)
      - コニチ(Qoniči ＞火你赤/huŏnǐchì,قونیچى/qūnīchī)
        - バヤン(Bayan ＞伯顔/bǎiyán,بایان/bāyān)
          - サシ・ブカ(Sasi buqa ＞ساسی بوقا/sāsī būqā)
            - エレゼン(Erezen ＞یرزن/īrazan)

### トカ・テムル家説
日本のジョチ・ウルス史研究者、赤坂恒明が近年提唱した説。赤坂は従来の「サシ・ブカ＝オルダ家出身説」、そしてこれを元にした「オロス・ハン＝オルダ家出身説」は他の史料の裏付のない論拠の弱いものであると批判し、『高貴系譜（ムイッズル・アンサーブ）』や『勝利の書なる選ばれたる諸史』といった系譜史料を活用すべきと主張した。赤坂はシャーミーの『ザファル・ナーマ（勝利の書）』でキプチャク草原の第16番目の統治者として「サシ・ノカイ（sāsī nūqāy）」なる人物が挙げられていることに注目し、nūqāy（نوقاى）はしばしばnūqā（نوقا）と省略されること、nūqā（نوقا）とbūqā（بوقا）は字形が酷似していることから、「サシ・ノカイ」と「サシ・ブカ」は同一人物ではないかと推測した。
その上で、『高貴系譜』や『勝利の書なる選ばれたる諸史』にはトカ・テムルの曾孫にサシ（sāsī）、その息子としてノカイ（nūqāy）という人名が記されることを紹介し、「サシ・ノカイ（＝サシ・ノカイ）」とは「（トカテムル家の）サシの子ノカイ」を意味する名称であって、オルダ家ではなくトカ・テムル家の出身とするのが正しい、と論じた。更に、『高貴系譜』等には「サシの子ノカイ」の従兄弟に「ムバーラク・ホージャ」という名前が挙げられるが、この人物は『ムイーン史選』がサシ・ブカ、エレゼン父子の後にオルダ・ウルス当主になったと記す「ムバーラク・ホージャ・ハン」に比定され、「サシ・ブカ＝トカテムル家出身説」裏付ける傍証となる。
とはいえ、この説も推測に頼る部分の多い論拠の弱さがあり、赤坂自身も「（サシ・ブカとその子孫をオルダ家出身とすることは）再考の余地があるのではないかと思われる」と述べるに留まっている。
赤坂説に基づいて系譜を作ると、以下のようになる。
- ジョチ(Jöči ＞朮赤/zhúchì,جوچى خان/jūchī khān)
  - トカ・テムル(Tosa temür ＞توقا تیمور/tūqā tīmūr)
    - バイムル(Bayimur ＞بایمور/bāyimūr)
      - トガンチャル(Toγančal ＞توغانجار/tūghānjār)
        - サシ(Sasi ＞ساسی/sāsī)
          - ノカイ(Noγai ＞نوقاى/nūqāy)
            - エレゼン(Erezen ＞یرزن/īrazan)

## オルダ王家
- ジョチ太子(Jöči ＞朮赤/zhúchì,جوچى خان/jūchī khān)
  - 1オルダ(Orda ＞斡魯朶/wòlǔduǒ,اورده/ūrda)
    - サルタクタイ(Sartaqtai ＞سرتاقتای/sartāqtāī)
      - 4トゥルク・カーン/諸王コニチ(Qoniči ＞火你赤/huŏnǐchì,قونیچى/qūnīchī)
        - 5バヤン(Bayan ＞伯顔/bǎiyán,بایان/bāyān)
          - 7?サシ・ブカ(Sasi buqa ＞ساسی بوقا/sāsī būqā)

        - バシュクルタイ(Bašγirtay ＞باشقرتى/bāšqirtay)
        - チャガン・ブカ(Čaγan Buqa ＞چغان بوقا/chaghān būqā)
        - マトダイ(Matudai ＞ماتوداى/mātūdāy)

    - クリ(Quli ＞قولی/qūlī)
      - トゥムケン(Tümken ＞تومكان/tūmakān)
      - トゥメン(Tümen ＞تومان/tūmān)
      - ミンガン(Mingγan ＞مینكقان/mīnkqān)
      - アヤチ(Ayači ＞ایاچی/ayāchī)
      - ムサルマーン(Musulman ＞مسلمان/musalmān)

    - クルムシ/クレムサ(Qurmši ＞قورمشی/qūrmshī,Куремса)
    - 2コンクラン(Qunquran ＞قونگقیران/qūnggīrān)
    - チョルマカイ(Čurmaqai ＞چورماقای/chūrmāqāī)
    - クトクイ(Qutuqui ＞قوتوقوی/qūtūqūī)
    - フレグ(Hülegü ＞هولاگو/hūlāgū)
      - 3テムル・ブカ(Temür buqa ＞تیمور بوقا/tīmūr būqā)
        - 6クペレク(Köbeleg ＞كوبلك/kūbalak)

## 歴代オルダ・ウルス当主
1. オルダ
2. コンクラン
3. テムル・ブカ
4. コニチ
5. バヤン
6. クペレク
7. サシ・ブカ